# Yehudi Menuhin International Competition for Young Violinists
De Yehudi Menuhin International Competition for Young Violinists is een tweejaarlijkse internationale competitie voor violisten tot 22 jaar oud. De competitie bestaat sinds 1983 en is opgericht door de violist Yehudi Menuhin. De eerste editie vond plaats in het Britse Folkestone. Sindsdien reist de competitie over de hele wereld en waren er edities in onder andere Oslo, Londen, Beijing en Austin. Afgezien van de wedstrijd zelf, maken ook concerten, masterclasses en workshops deel uit van de competitie.
De competitie bestaat uit een deel voor senioren (16-22 jaar) en een deel voor junioren (onder de 16 jaar). Naast een geldbedrag krijgt de winnaar van de senioren ook een jaar lang een Stradivariusviool te leen.
Enkele bekende deelnemers waren Isabelle van Keulen, Ray Chen, Tasmin Little, Julia Fischer en Nikolaj Znaider.